# アブドラ・バダウィ
アブドゥラ・ビン・ハジ・アフマッド・バダウィ（Abdullah bin Haji Ahmad Badawi、1939年11月26日 - 2025年4月14日）は、マレーシアの政治家。同国首相（第5代）、内務大臣、大蔵大臣などを歴任した。

## 経歴
ペナン州の政治家・宗教家の家系に生まれ、大学卒業と同時にUMNOに入党。母方の祖父は海南島出身の華人。1999年よりマハティール首相のもとで副首相を務め、2003年10月31日マレーシアの第5代首相となった。
2004年の総選挙では与党連合・国民戦線（BN）の議席占有率約76％と大勝しながらも、2008年の総選挙では1957年独立以来最低となる約63％まで議席占有率を減らしたため、その責任を取って2009年4月に辞任した。
2025年4月14日の夜、国立心臓研究所で死去。

## 人物
- 2005年に亡くなったEndon Mahmood前夫人の母親はマレーシア生まれの日本人である。
- 2007年5月には明治大学から名誉博士の学位が贈られている[7]。